# Alfredo Tena
Alfredo Tena Garduño (ur. 21 listopada 1956 w mieście Meksyk) – meksykański piłkarz występujący na pozycji środkowego obrońcy, później trener.
Tena, ze względu na przywiązanie do barw klubowych i zaangażowanie na placu gry obdarzony pseudonimem Capitán Furia, od najmłodszych lat pasjonował się piłką nożną. Jest wychowankiem stołecznej drużyny Club América. W lidze meksykańskiej zadebiutował w wieku 17 lat, w 1973 roku. Szybko dostrzeżono umiejętności przywódcze utalentowanego stopera, który został graczem podstawowej jedenastki i otrzymał opaskę kapitańską. Rolę lidera Amériki pełnił przez większość swojego pobytu w zespole. Tena odnosił z meksykańską drużyną największe sukcesy w jej historii – sześć razy sięgnął po mistrzostwo kraju (w sezonach 1975/76, 1983/84, 1984/85, Prode 85', 1987/88 i 1988/89), trzykrotnie wywalczył superpuchar Meksyku (1976, 1988, 1989), czterokrotnie trofeum Pucharu Mistrzów CONCACAF (1977, 1987, 1990, 1992) i dwukrotnie Copa Interamericana (1978, 1991). Barwy Amériki reprezentował w latach 1973–1992, występując w blisko 500 ligowych meczach. Jest uznawany za jedną z legend klubowych. W 2011 roku został wybrany do najlepszej jedenastki w historii Amériki.
W reprezentacji Meksyku Tena debiutował za kadencji selekcjonera José Antonio Roki, 1 listopada 1977 w wygranym 5:1 spotkaniu towarzyskim z Jugosławią. W 1978 roku znalazł się w składzie na Mistrzostwa Świata w Argentynie. 22–letni defensor wystąpił wówczas w dwóch spotkaniach meksykańskiej kadry, która zajęła ostatnie miejsce w fazie grupowej – z Tunezją (1:3) i RFN (0:6). Grał także w kwalifikacjach do MŚ 1982. W 1986 roku odmówił udziału na Mundialu w Meksyku. Ogółem Tena wystąpił w kadrze narodowej 30 razy w latach 1977–1990.
W 1992 roku Tena po 19 latach spędzonych w Américe odszedł z zespołu. Ostatni sezon w karierze, 1992/1993, doświadczony środkowy obrońca rozegrał w klubie Tecos UAG z siedzibą w mieście Guadalajara. W jej barwach dziesięciokrotnie wystąpił na pierwszoligowych boiskach, po czym w wieku 36 lat zakończył karierę piłkarską, zostając asystentem trenera Alberto Guerry w drużynie Tecos.
Samodzielną pracę trenerską Tena rozpoczął w rozgrywkach 1993/1994 jako szkoleniowiec Puebli, nie osiągając z nią jednak większych sukcesów. W 1996 roku objął zespół Santos Laguna, z którym wywalczył pierwszy tytuł mistrzowski zarówno w swojej karierze trenerskiej, jak i w historii klubu z miasta Torreón. W latach 1998–1999 ponownie prowadził Pueblę, natomiast w 1999 roku został szkoleniowcem zespołu Club América, którego barwy reprezentował w przeszłości jako piłkarz. Podczas półtorarocznego pobytu w klubie nie wywalczył żadnego trofeum, jednak osiągnął dobry wynik w turnieju Copa Libertadores 2000, dochodząc aż do półfinału. W latach 2001–2003 trenował drużynę Pachuca, z którą zdobył mistrzostwo Meksyku w rozgrywkach Invierno 2001 oraz Puchar Mistrzów CONCACAF w 2002 roku. Dzięki temu został pierwszym Meksykaninem, który wygrywał Puchar Mistrzów zarówno w roli zawodnika, jak i szkoleniowca.
Po krótkim epizodzie w Querétaro Tena ponownie był trenerem Pachuki. W sezonie Clausura 2006 poprowadził w pięciu spotkaniach Veracruz, jednak jego drużyna przegrała we wszystkich tych meczach. W rozgrywkach Apertura 2006 i Clausura 2007 był asystentem swojego brata, Luisa Fernando, w Américe. Później z sukcesami trenował juniorskie zespoły Amériki, zdobywając mistrzostwo Meksyku U–15, dwa tytuły mistrzowskie w kategorii U–20 oraz trzecie miejsce w rozgrywkach Copa Libertadores U–20. W połowie września 2011 Tena zastąpił swojego byłego kolegę boiskowego, Chilijczyka Carlosa Reinoso, na stanowisku trenera pierwszej drużyny Club América. Został zwolniony po zakończeniu sezonu Apertura 2011, w listopadzie, z powodu słabych wyników (1 zwycięstwo, 3 remisy i 4 porażki). Pod koniec listopada 2012 został asystentem swojego rodaka, Javiera Aguirre, w hiszpańskiej drużynie RCD Espanyol z Barcelony.
Jest bratem Luisa Fernando Teny i ojcem Alfredo Omara Teny, innych piłkarzy.